# Ceratokalummidae
Ceratokalummidae zijn  een familie van mijten. Bij de familie zijn 9 geslachten met circa 15 soorten ingedeeld.